# Ameerega boliviana
Espèce
Synonymes
- Prostherapis bolivianus Boulenger, 1902
- Epipedobates bolivianus (Boulenger, 1902)

Statut de conservation UICN

 LC  : Préoccupation mineure
Statut CITES
Ameerega boliviana est une espèce d'amphibiens de la famille des Dendrobatidae.

## Répartition
Cette espèce est endémique  du département de La Paz en Bolivie. Elle se rencontre de 800 à 1 200 m d'altitude dans les Yungas.

## Étymologie
Son nom d'espèce lui a été donné en référence au lieu de sa découverte, la Bolivie.

## Publication originale
- Boulenger, 1902 : Descriptions of new Batrachians and Reptiles from the Andes of Peru and Bolivia. Annals and Magazine of Natural History, sér. 7, vol. 10, p. 394-402 (texte intégral).